# Margaret Heitland
Margaret Heitland (de soltera Bateson; 27 de febrero de 1860 - 31 de mayo de 1938) fue una periodista y activista social británica (sufragista).
Era hija de William Henry Bateson, maestro de St John's College, Cambridge. En 1901 se casó con William Emerton Heitland, clasicista y miembro de St John's.
Era hermana del genetista William Bateson, cuyo hijo fue el antropólogo y cibernético Gregory Bateson, y hermana de la historiadora Mary Bateson.
Está enterrada en el cementerio de la parroquia de la ascensión, Cambridge.

## Carrera profesional
Margaret, sus dos hermanas, Anna y Mary Bateson, y su madre, Anna Aitkin, participaron en el movimiento por el sufragio femenino. Margaret estaba interesada en el periodismo, que comenzó a ejercer en 1886. Más adelante comenzó a trabajar para The Queen, donde permaneció la mayor parte de su carrera. En 1888 organizó una campaña de reuniones para la Women's Suffrage Society y en 1895 publicó Professional Women upon their Professions: Conversations. Entre las mujeres a las que entrevistó se encuentra Amy Bell, primera corredora de Bolsa británica.
En 1913 se convirtió en presidenta de la Asociación de Sufragio de Mujeres de Cambridge, miembro del comité ejecutivo de la Unión Nacional de Sociedades de Sufragio de Mujeres y vicepresidenta de la Oficina Central para el Empleo de Mujeres. En 1912, como miembro de la Unión Nacional de Sociedades de Sufragio de Mujeres, escribió una carta a Maud Arncliffe Sennett en la que decía que tanto hombres como mujeres deberían tener la oportunidad de vivir en mejores condiciones de las que tenían. En 1920, fue miembro del comité permanente de la Rama de Cambridge de la Unión Nacional de Sociedades para la Igualdad de Ciudadanía todavía con la esperanza de igualdad política.